# Episodi di Bachelor Father (serie televisiva 1957) (terza stagione)
La terza stagione della serie televisiva Bachelor Father è andata in onda negli Stati Uniti dal 17 settembre 1959 al 9 giugno 1960 sulla NBC.
| nº | Titolo originale                   | Prima TV USA      |
| -- | ---------------------------------- | ----------------- |
| 1  | Peter Meets His Match              | 17 settembre 1959 |
| 2  | Bentley and the Dog Trainer        | 24 settembre 1959 |
| 3  | The Case Against Gisele            | 1º ottobre 1959   |
| 4  | Bentley and the Gullible Guitarist | 8 ottobre 1959    |
| 5  | Kelly's Idol                       | 15 ottobre 1959   |
| 6  | East Meets West                    | 22 ottobre 1959   |
| 7  | Bentley and Grandpa Ling           | 29 ottobre 1959   |
| 8  | Kelly: The Golddigger              | 5 novembre 1959   |
| 9  | The Rescue of Rufus                | 12 novembre 1959  |
| 10 | A Key for Kelly                    | 19 novembre 1959  |
| 11 | Bentley's Double Play              | 26 novembre 1959  |
| 12 | Bentley and the Brainy Beauty      | 3 dicembre 1959   |
| 13 | Bentley Plays Cupid                | 10 dicembre 1959  |
| 14 | Kelly's Secret                     | 17 dicembre 1959  |
| 15 | Bentley Goes to Washington         | 24 dicembre 1959  |
| 16 | Kelly, the Politician              | 31 dicembre 1959  |
| 17 | Bentley: The Gentleman Farmer      | 7 gennaio 1960    |
| 18 | Bentley and the Combo              | 14 gennaio 1960   |
| 19 | Bentley and the Bartered Bride     | 21 gennaio 1960   |
| 20 | The Blonde Issue                   | 28 gennaio 1960   |
| 21 | Bentley and the Majorette          | 4 febbraio 1960   |
| 22 | Bentley, the Model Citizen         | 18 febbraio 1960  |
| 23 | The Fishing Trip                   | 25 febbraio 1960  |
| 24 | The Fortune Cookie Caper           | 3 marzo 1960      |
| 25 | Kelly and the College Man          | 10 marzo 1960     |
| 26 | Kelly: The Career Woman            | 17 marzo 1960     |
| 27 | Bentley's New House                | 24 marzo 1960     |
| 28 | Bentley, the Stage Mother          | 7 aprile 1960     |
| 29 | The Woman's Angle                  | 14 aprile 1960    |
| 30 | Bentley Meets the Perfect Woman    | 21 aprile 1960    |
| 31 | Bentley and the Travel Agent       | 28 aprile 1960    |
| 32 | The Very Friendly Witness          | 5 maggio 1960     |
| 33 | Bentley and the Blood Bank         | 12 maggio 1960    |
| 34 | A Man of Importance                | 19 maggio 1960    |
| 35 | Bentley and the Beach Bum          | 26 maggio 1960    |
| 36 | Where There's a Will               | 2 giugno 1960     |
| 37 | Bentley's Birthday Gift            | 9 giugno 1960     |

## Peter Meets His Match
- Prima televisiva: 17 settembre 1959

### Trama
- Guest star: Mari Aldon (Amanda Armstrong), James Hong (Cousin Frank), Lisa Lu (Linda Toy)

## Bentley and the Dog Trainer
- Prima televisiva: 24 settembre 1959

### Trama
- Guest star: Carol Ohmart (Minerva Witherspoon), Pat McCaffrie (Chuck Forrest), Howard McNear (Mr. Cartwright), Paul Barzell (Process Server)

## The Case Against Gisele
- Prima televisiva: 1º ottobre 1959

### Trama
- Guest star: Gisele MacKenzie (se stessa)

## Bentley and the Gullible Guitarist
- Prima televisiva: 8 ottobre 1959

### Trama
- Guest star: Ric Rondell (Bud Cooper)

## Kelly's Idol
- Prima televisiva: 15 ottobre 1959

### Trama
- Guest star: Buzz Martin (Jimmie Martin), Connie Hines (Louise Carson), Ann Graves (Barbara Kaylor), John Hiestand (Harry), Donna Douglas (Alice), Ric Rondell (Tom), Dennis Kerlee (Student)

## East Meets West
- Prima televisiva: 22 ottobre 1959

### Trama
- Guest star: Charles Horvath (attore), Ralph Brooks (Director), William Tomlinson (Bart / Percy), Bill Williams (Rock Randall)

## Bentley and Grandpa Ling
- Prima televisiva: 29 ottobre 1959

### Trama
- Guest star: Charles Watts (giudice Harvey Blandon), Beal Wong (nonno Ling), Read Morgan (soldato), Helene Stanley (Angela Lake), Helene Heigh (Mrs. Emily Blandon), Howard McLeod (poliziotto)

## Kelly: The Golddigger
- Prima televisiva: 5 novembre 1959

### Trama
- Guest star: Bek Nelson (Sheila Maybrook), Jeffrey Silver (Randy Maybrook)

## The Rescue of Rufus
- Prima televisiva: 12 novembre 1959

### Trama
- Guest star: Jane Nigh (Kitty), Charles Watts (giudice Blandon), Brian Corcoran (Danny Harmon), William E. Green (Mr. Talbot), Robert Gardett (Attorney Johnson), Bill Erwin (Impiegato di corte), Paul De Rolf (ragazzo), Ric Rondell (Jimmy)

## A Key for Kelly
- Prima televisiva: 19 novembre 1959

### Trama
- Guest star: Whit Bissell (Bert Loomis), Florence MacMichael (Mrs. Amy Loomis), Tommy Kirk (Kip Davis), Kristina Hanson (Norma)

## Bentley's Double Play
- Prima televisiva: 26 novembre 1959

### Trama
- Guest star: Marianne Stewart (Miss Gunther), Jeanne Bates (Helga Jorgeson), Mario Siletti (Luigi Vedecci), Frank Kreig (Otto Schimmel), Henry Hunter (Mr. Worthington), Linda Wong (Suzy Lee)

## Bentley and the Brainy Beauty
- Prima televisiva: 3 dicembre 1959

### Trama
- Guest star: Maureen Leeds (Rhonda Wilson), Sue Ane Langdon (Kitty Marsh), Pat McCaffrie (Chuck Forrest), Barbara English (Peggy), Sandra Giles (Rita)

## Bentley Plays Cupid
- Prima televisiva: 10 dicembre 1959

### Trama
- Guest star: Mari Blanchard (Nora Daley), Sue Ane Langdon (Kitty Marsh), Pat McCaffrie (Chuck Forrest), Michael Korda (Carl the Maître d')

## Kelly's Secret
- Prima televisiva: 17 dicembre 1959

### Trama
- Guest star: Whit Bissell (Bert Loomis), Norma French (Miss Pierce), David Lewis (Mr. Driscoll), Hal Riddle (Tom Farrow), Anita Gordon (Connie Meechim), Donna Douglas (Louise)

## Bentley Goes to Washington
- Prima televisiva: 24 dicembre 1959

### Trama
- Guest star: Whit Bissell (Bert Loomis), Sue Ane Langdon (Kitty Marsh), Flip Mark (Rocky Marsh), William Forrest (Preston 'Bulldog' Frasier), Elaine Devry (sorella di Phyllis Wentworth), Dick Winslow (Toby Freyhopper), Roger Mobley (Little Leaguer)

## Kelly, the Politician
- Prima televisiva: 31 dicembre 1959

### Trama
- Guest star: Penny Parker (Gloria Wingate), John Eldredge (Sherman Wingate), Irene Windust (Miss Ingrahm), Ric Rondell (Bob), Dennis Kerlee (fotografo)

## Bentley: The Gentleman Farmer
- Prima televisiva: 7 gennaio 1960

### Trama
- Guest star: Whit Bissell (Bert Loomis), Florence MacMichael (Mrs. Amy Loomis), Dave Cameron (Store Clerk)

## Bentley and the Combo
- Prima televisiva: 14 gennaio 1960

### Trama
- Guest star: Pat McCaffrie (Chuck Forrest), Danny Richards Jr. (Huey Prentice), Lisa Davis (Eva Montgomery), Mary Tyler Moore (Huey), Dennis Whitcomb (Steve), Paul Sullivan (suonatore piano), Thad Swift (Mr. Roseborough)

## Bentley and the Bartered Bride
- Prima televisiva: 21 gennaio 1960

### Trama
- Guest star: Whitney Blake (Iris Schuster), William Newell (Mr. Schuster), Frances Fong (Dolores Wong), Nora Marlowe (Mrs. Schuster), Jane Chang (Choo Lo Wing), W.T. Chang (Mr. Wing)

## The Blonde Issue
- Prima televisiva: 28 gennaio 1960

### Trama
- Guest star: Mari Aldon (Monica Armstrong), Gary Vinson (Mike), Leonid Kinskey (Hair Stylist), Jack Wagner (Police Lab Technician)

## Bentley and the Majorette
- Prima televisiva: 4 febbraio 1960

### Trama
- Guest star: Karl Swenson (Mr. Frank Weston), Melinda Plowman (Agnes Weston), Joan Tompkins (Mrs. Adelaide Weston), Jayanna Welsh (Susan), Dean Reed (se stesso)

## Bentley, the Model Citizen
- Prima televisiva: 18 febbraio 1960

### Trama
- Guest star: Harry von Zell (Frank Curtis), Dolores Donlon (Diane Jeremy), Frances Fong (Anna May), Elvia Allman (Mrs. Parkhurst), Billy M. Greene (Mr. Johnson)

## The Fishing Trip
- Prima televisiva: 25 febbraio 1960

### Trama
- Guest star: Del Moore (Cal Mitchell), Milton Frome (Phil Demling), Gary Vinson (Mike Mitchell), Gordon Gebert (Randy Demling)

## The Fortune Cookie Caper
- Prima televisiva: 3 marzo 1960

### Trama
- Guest star: Sue Ane Langdon (Kitty Marsh), Henry Hunter (Mr. Nelson), Herb Vigran (City Clerk), Allen Jung (Mr. Lee), Olan Soule (City Inspector)

## Kelly and the College Man
- Prima televisiva: 10 marzo 1960

### Trama
- Guest star: Claire Kelly (Laura Evans), Barry McCrea (Ted Manson), Sally Kellerman (cameriera)

## Kelly: The Career Woman
- Prima televisiva: 17 marzo 1960

### Trama
- Guest star: Betsy Jones-Moreland (Melanie Bannister), Sue Ane Langdon (Kitty Marsh), Frank J. Scannell (giudice), Marian Collier (Witness), Ed Stoddard (Defense Counsel)

## Bentley's New House
- Prima televisiva: 24 marzo 1960

### Trama
- Guest star: Ann Robinson (Doris Blake), Jonathan Hole (Mr. Sinclair)

## Bentley, the Stage Mother
- Prima televisiva: 7 aprile 1960

### Trama
- Guest star: George Ives (Arthur Daniels), Pamela Duncan (Edie McDrit), Dorothy Dells (Miss Plunkett), Maxine Semon (Mrs. Conklin), Edwin Chandler (Firefighter)

## The Woman's Angle
- Prima televisiva: 14 aprile 1960

### Trama
- Guest star: Sue Ane Langdon (Kitty Marsh), Frank Killmond (Stewart), Rolfe Sedan (Horace Bagshaw), Grandon Rhodes (Maurice Vernalle), Victor Sen Yung ('Cousin' Charlie Lee)

## Bentley Meets the Perfect Woman
- Prima televisiva: 21 aprile 1960

### Trama
- Guest star: Patricia Barry (Melissa Trent), Sue Ane Langdon (Kitty Marsh), Lester Matthews (Philip Harcourt), Marcia Drake (hostess)

## Bentley and the Travel Agent
- Prima televisiva: 28 aprile 1960

### Trama
- Guest star: Harry von Zell (Frank Curtis), Myrna Fahey (Francine Pettigrew), Del Moore (Cal Mitchell), Charles Lane (Mr. Pettigrew), Maxine Stuart (Adelaide Mitchell), Susan Sydney (Mrs. Curtis)

## The Very Friendly Witness
- Prima televisiva: 5 maggio 1960

### Trama
- Guest star: Patricia Huston (Elena del Castillo), Joan Tabor (Dolores Lane), Pat McCaffrie (Chuck Forrest), Addison Richards (Mr. Granger), Eddie Marr (avventore del nightclub), Nancy Root (Florence Morely)

## Bentley and the Blood Bank
- Prima televisiva: 12 maggio 1960

### Trama
- Guest star: Connie Gilchrist (Carrie Trisdale), Joyce Meadows (Isabelle Coughan), Sue Ane Langdon (Kitty Marsh), Harry von Zell (Frank Curtis)

## A Man of Importance
- Prima televisiva: 19 maggio 1960

### Trama
- Guest star: Harry von Zell (Frank Curtis), Frances Fong (Susie), Sue Ane Langdon (Kitty Marsh), James Hong (Jimmy), Sid Melton (Harry), J. Pat O'Malley (conducente del treno)

## Bentley and the Beach Bum
- Prima televisiva: 26 maggio 1960

### Trama
- Guest star: John Yates (Prince Awani, Barry Willis), Sue Ane Langdon (Kitty Marsh), Whit Bissell (Bert Loomis), Lester Dorr (Beach Inspector), Dorothy Martinson (Beachball Player), Meade Martin (Beachball Player #2), Jackie Russell

## Where There's a Will
- Prima televisiva: 2 giugno 1960

### Trama
- Guest star: Leigh Snowden (Elaine Baker), Sandy Warner (Lola Winslow), Kip King (Ansel), Dorothy Neumann (Cora Bacula), Pamela Searle (Delores Morris), Kelton Garwood (Simon Bacula), Red (Jasper the Second)

## Bentley's Birthday Gift
- Prima televisiva: 9 giugno 1960

### Trama
- Guest star: Nancy Valentine (Ruth Martin), Pat McCaffrie (Chuck Forrest), Sue Ane Langdon (Kitty Marsh), Murray Alper (Diner Counterman), Edward Colmans (Maitre d' Robert)